# Дрібці
Дрі́бці —  село в Україні, у Коропській селищній громаді Новгород-Сіверського району  Чернігівської області. Населення становить 10 осіб. Від 2016 орган місцевого самоврядування — Коропська селищна рада.

## Символіка
На гербі на зеленому тлі зображена сільничка і 4 дрібки солі, що означає назву села (герб є промовистим). Внизу на синьому тлі золота рибина, що символізує річку Сейм. 

## Історія
12 червня 2020 року, відповідно до розпорядження Кабінету Міністрів України № 730-р «Про визначення адміністративних центрів та затвердження територій територіальних громад Чернігівської області», увійшло до складу Коропської селищної громади.
19 липня 2020 року, в результаті адміністративно-територіальної реформи та ліквідації Коропського району, увійшло до складу Новгород-Сіверського району Чернігівської області.